# Team Worldofbike.Gr/Saison 2009
Dieser Artikel listet Erfolge und Fahrer des Radsportteams Worldofbike.Gr in der Saison 2009 auf.

## Mannschaft
| Name                          | Geburtstag        | Nationalität | Team 2008                |
| ----------------------------- | ----------------- | ------------ | ------------------------ |
| Panagiotis Barbopoulos        | 10. Februar 1986  | Griechenland | Neoprofi                 |
| Maik Robert Cioni (ab 01.07.) | 17. Oktober 1979  | Italien      | Neoprofi                 |
| Panagiotis Exarchopoulos      | 28. März 1975     | Griechenland | Neoprofi                 |
| Georgios Fattas               | 11. Dezember 1985 | Zypern       | A-Style Somn             |
| Dimitrios Gkaliouris          | 19. Juni 1978     | Griechenland | Neoprofi                 |
| Petros Gkazonis               | 30. Juni 1990     | Griechenland | Neoprofi                 |
| Evangelos Kastamoulas         | 23. Mai 1981      | Griechenland | Neoprofi                 |
| Panagiotis Keloglou           | 29. Juli 1981     | Griechenland | Neoprofi                 |
| Marios Kokolakis              | 15. August 1981   | Griechenland | Neoprofi                 |
| Athanassios Lefakis           | 27. Januar 1986   | Griechenland | Neoprofi                 |
| Ioannis Mariolas              | 20. Dezember 1986 | Griechenland | Neoprofi                 |
| David Merianos                | 16. August 1981   | Griechenland | Neoprofi                 |
| Mickael Muusse (ab 01.07.)    | 19. Juli 1986     | Niederlande  | Klaipeda-Splendid (2007) |
| Panagiotis Nikolopoulos       | 30. November 1980 | Griechenland | Neoprofi                 |
| Georgios Petalas              | 10. Februar 1982  | Griechenland | Neoprofi                 |
| Dimitris Polydoropoulos       | 31. März 1989     | Griechenland | Neoprofi                 |
| Orestis Raptis                | 11. Juli 1990     | Griechenland | Neoprofi                 |
| Lars Steuber (ab 01.07.)      | 19. Juni 1987     | Deutschland  | Neoprofi                 |
| Ioannis Vorrias               | 22. Mai 1985      | Griechenland | Neoprofi                 |